# Дуаньму Цы
Дуаньму́ Цы (кит. трад. 端木賜, упр. 端木赐, пиньинь Duānmù Cì, 520 г. до н. э. — 456 год до н. э.), известный также под вторым именем Цзыгу́н(子贡) — китайский философ, дипломат, политик и предприниматель, один из ближайших к Конфуцию его учеников.

## Биография
Родился в древнекитайском царстве Вэй. Будучи на 31 год младше Конфуция, считался одним из самых талантливых и красноречивых ораторов среди его учеников. Начиная трудиться простым торговцем, благодаря своим способностям в купеческом деле он с годами стал обладателем значительного состояния. Конфуций отмечал его замечательные деловые качества, не только как предпринимателя, но и позднее, когда Дуаньму Цы, поступив на государственную службу, выполнял в различных китайских государствах достаточно деликатные и сложные политические поручения. В то же время он считал, что его ученику не хватает необходимых тонкости и чуткости в понимании нужд и переживаний других людей для достижения подлинного совершенства. Позднее Дуаньму Цы подвергался критике со стороны Конфуция за то, что был слишком строг с другими людьми (отмечено в Лунь Юй). Дуаньму Цы является наиболее часто упоминаемым из его учеников в «Беседах с Конфуцием».
О жизни Дуаньму Цы сохранились несколько историй. Так, однажды правитель царства Ци спросил его, как высоко Конфуций может оценить носимый им, царём, титул. На это Дуаньму Цы ответил: «Я этого не знаю. Всю свою жизнь я вижу небо над головой, но не знаю, насколько оно высоко, и землю под ногами, но не знаю, насколько она тверда. В своём познании Конфуция я как человек, испытывающий жажду, и который идёт к реке с кубком, пьёт и пьёт воду, но так и не узнаёт, как глубока эта река». После смерти Конфуция самые верные его ученики соорудили хижину близ могилы учителя и три года там оплакивали его смерть. Однако Цзыгун оставался в трауре и после ухода остальных у этой могилы ещё три года.
После прохождения ученичества у Конфуция Дуаньму Цы получает назначение комендантом в Синьян. Был ловким и искусным политиком. В исторической хронике Ши цзи о нём записано: «В смутные времена Цзыгун защитил царство Лу, довёл до состояния хаоса царство Ци, разгромил царство У, усилил царство Цзин и возвысил до положения гегемона над другими царство Юэ. Цзыгун в своей посреднической миссии и в отношениях между враждующими царствам сумел использовать стратегию противопоставления сил одних государств — другим, в результате чего в течение десяти лет продолжались брожения в этих царствах (Ши цзи, 67)».
Согласно Сыма Цяню, Дуаньму Цы служил министром в царствах Лу и Вэй. Умер в царстве Ци.
В шестой книге известного конфуцианского философа Сунь-цзы (313—238 г.г. до н. э.) заключительная её часть представляет собой восхваления учению Конфуция и его верного последователя Цзыгуна.

## Память
В храмах, посвящённых Конфуцию, таблица с именем Дуаньму Цы находится на третьем месте среди «Двенадцати мудрых». Во времена империи Тан императором Сюань-цзуном Дуаньму Цы был посмертно присвоен титул гуна царства Ли (Лиян). Во времена империи Сун ему было посмертно присвоен титул вана царства Ли.